# Харитонов Іван Михайлович
Іван Михайлович Харитонов — кухар сім'ї Миколи II. Розстріляний більшовиками разом з царською сім'єю та іншими слугами.

## Біографія
Син Михайла Харитоновича Харитонова (1837—1913), який був круглим сиротою, але багато чого досяг: став чиновником Міністерства Імператорського Двору, отримав за заслуги орден св. Володимира і особисте дворянство.Своє мистецтво Іван Харитонов удосконалював у Парижі.
З 1891 по 1895 рр. служив на флоті. Відслуживши і повернувшись до Двору, став старшим кухарем імператорської кухні.
Мав звання потомственого почесного громадянина.
Православний християнин.

## Розстріл в будинку Іпатьєва
Був розстріляний разом зі всією імператорською сім'єю в Єкатеринбурзі в Іпатіївському будинку в ніч з 16 на 17 липня 1918 року. Загинув одним з перших від куль розстрільної команди.

## Родина
Був одружений з Євгенією Андріївною Тур. Мав п'ятеро дітей.
Правнук Харитонова, к. іст. н. Петро Валентинович Мультатулі є автором робіт про Миколу II і пише про обставини розстрілу Романових та їх слуг; автор біографічного нарису про прадіда.

## Канонізація і реабілітація
У 1981 році Іван Харитонов був разом з усіма жертвами єкатеринбурзького вбивства канонізований Російською православною церквою за кордоном.
Російська православна церква Московського патріархату в 2000 році, канонізуючи царську сім'ю, не згадала у своєму рішенні слуг.
16 жовтня 2009 року Генеральна прокуратура Російської Федерації ухвалила рішення про реабілітацію 52 наближених царської родини, які зазнали репресій.